# Megalepthyphantes camelus
Megalepthyphantes camelus är en spindelart som först beskrevs av Andrei V. Tanasevitch 1990.  Megalepthyphantes camelus ingår i släktet Megalepthyphantes och familjen täckvävarspindlar.
Artens utbredningsområde är Azerbajdzjan. Inga underarter finns listade i Catalogue of Life.